# Macht zur See

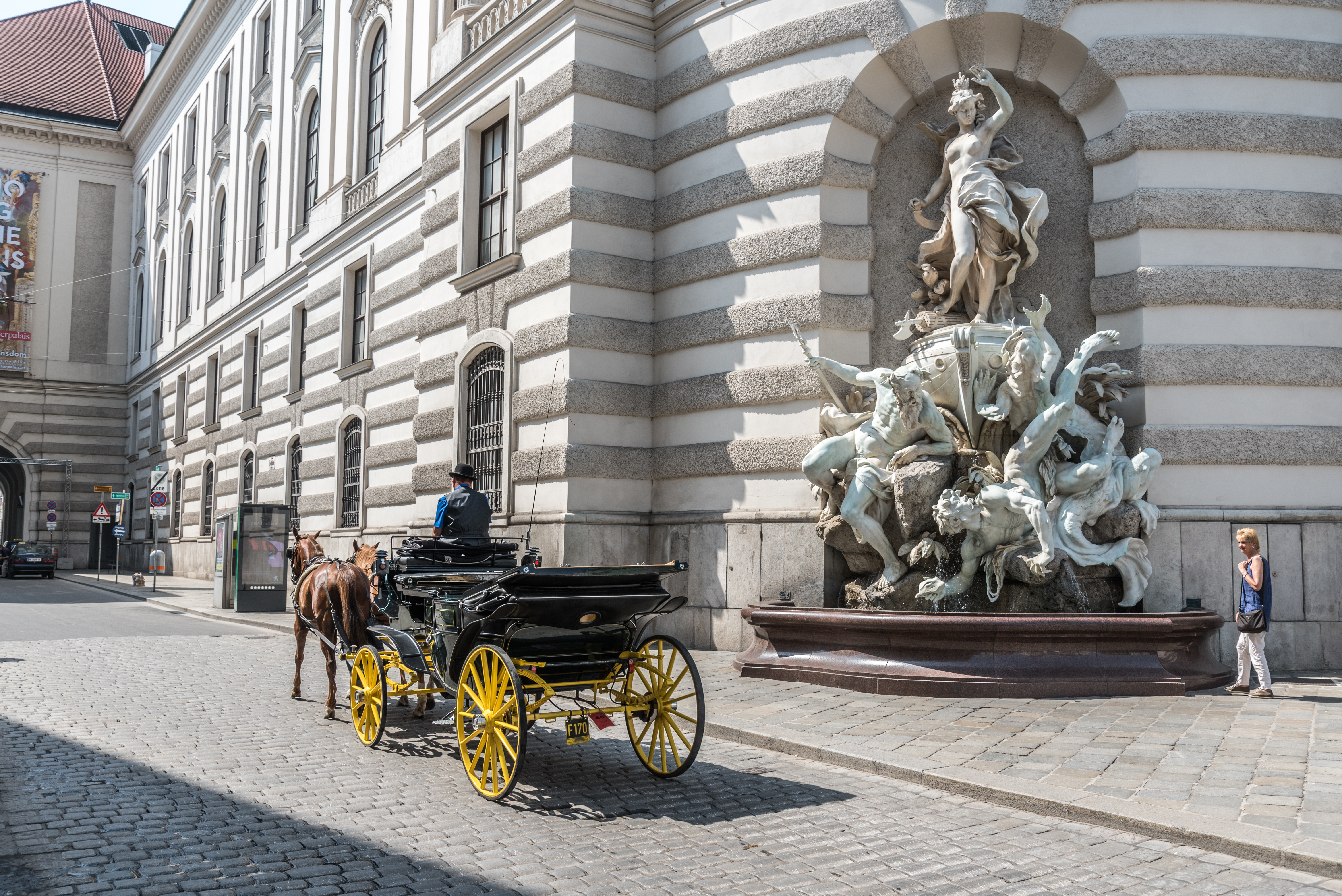
Der Brunnen Macht zur See an der Fassade des Michaelertraktes (2016)

Die Macht zur See ist ein Monumentalwandbrunnen an der Fassade des Michaelertrakts der Hofburg am Michaelerplatz im 1. Wiener Gemeindebezirk Innere Stadt. Der Brunnen wurde ab 1893 vom Bildhauer Rudolf Weyr errichtet, 1895 enthüllt und steht unter Denkmalschutz. Auf der gegenüberliegenden Seite des Michaelerplatzes befindet sich der Brunnen Macht zu Lande.

## Beschreibung
Hauptfigur ist eine allegorische Darstellung der Austria, die auf einem Schiffsbug steht. Auf der vom Betrachter aus gesehenen rechten Seite des Schiffsbuges findet sich der Schriftzug WEYR 1895. Auf dem Brunnenbecken erhebt sich eine Felsarchitektur mit einer Darstellung des Meeresgottes Neptun, einem gestürzten Giganten und einem Seeungeheuer.
Laut Wiener Zeitung soll die Brunnenfigur Neptun das Konterfei von Friedrich Uhl, Chefredakteur der Wiener Zeitung, zeigen. Eine der beiden Töchter von Friedrich Uhl, die Schriftstellerin Marie Weyr (1864–1903), war mit dem Bildhauer Rudolf Weyr verheiratet. Nach Angaben des Kupferstechers Hans Ranzoni der Jüngere soll sein Großvater Emerich Ranzoni (1823–1898) für die Neptunfigur Modell gestanden haben.
Das Brunnenbecken ist aus rotem Granit aus dem schwedischen Uddevalla, für das Bodenpflaster wurde böhmischer Granit verwendet, Lindabrunner Konglomerat für die Felsen und Laaser Marmor für die Figuren. Von Juli 2001 bis Mai 2003 wurde eine Restaurierung durchgeführt. Für die Ergänzung der figuralen Elemente wurden neben historischen Fotografien die im Kellerdepot der Hofburg aufbewahrten Gipsmodelle als Vorlagen verwendet.

## Galerie

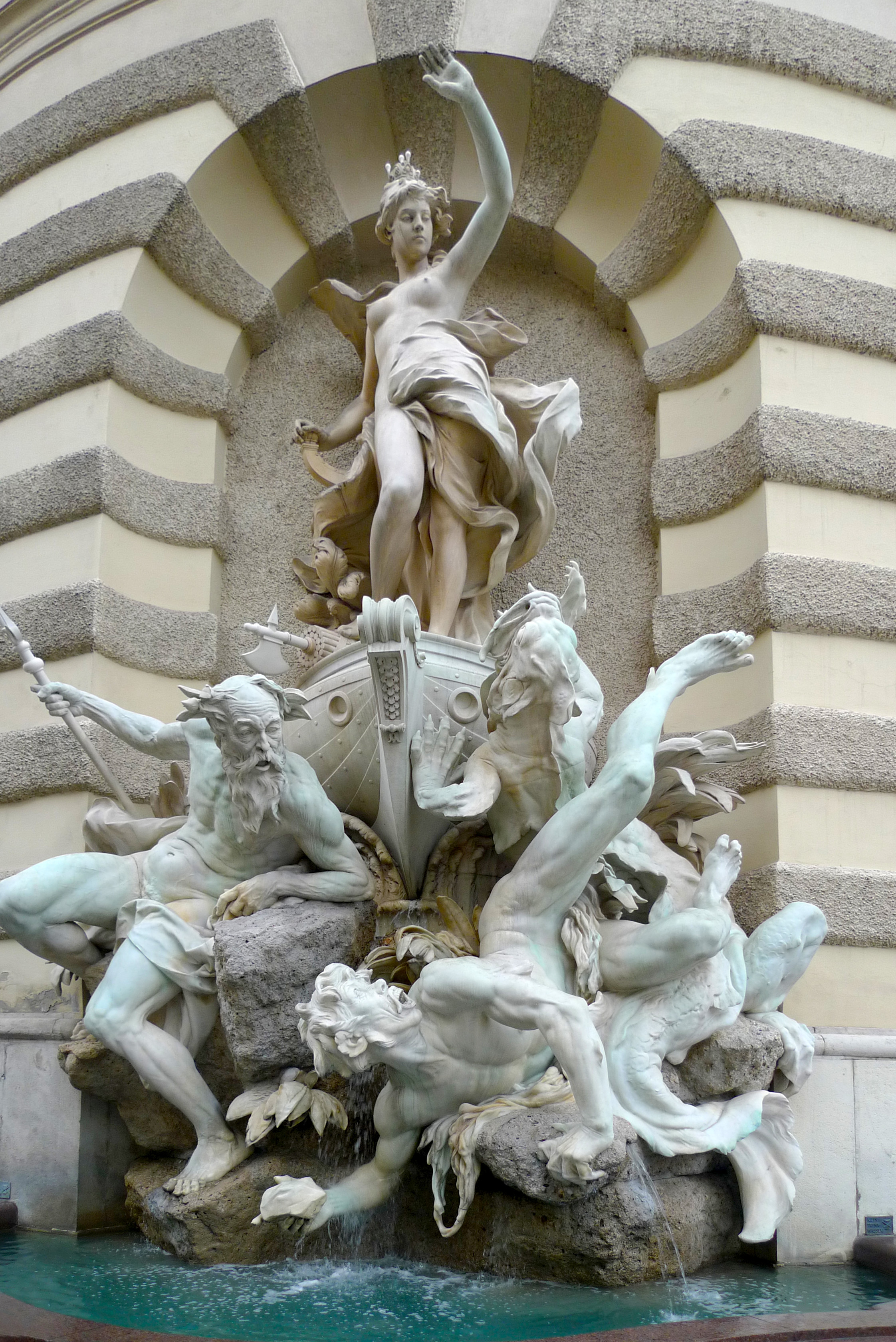
Brunnenanlage Die Macht zur See
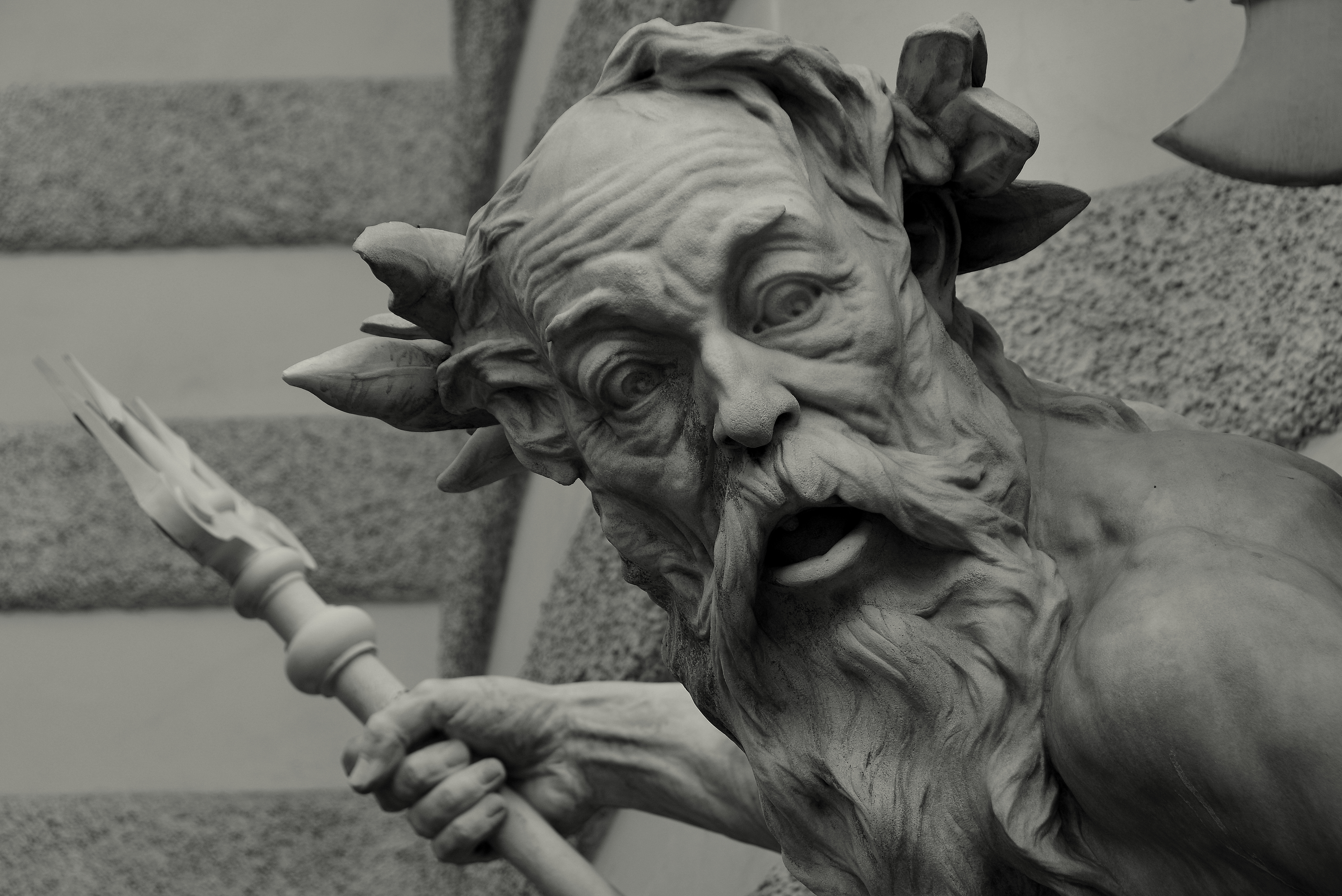
Neptunfigur
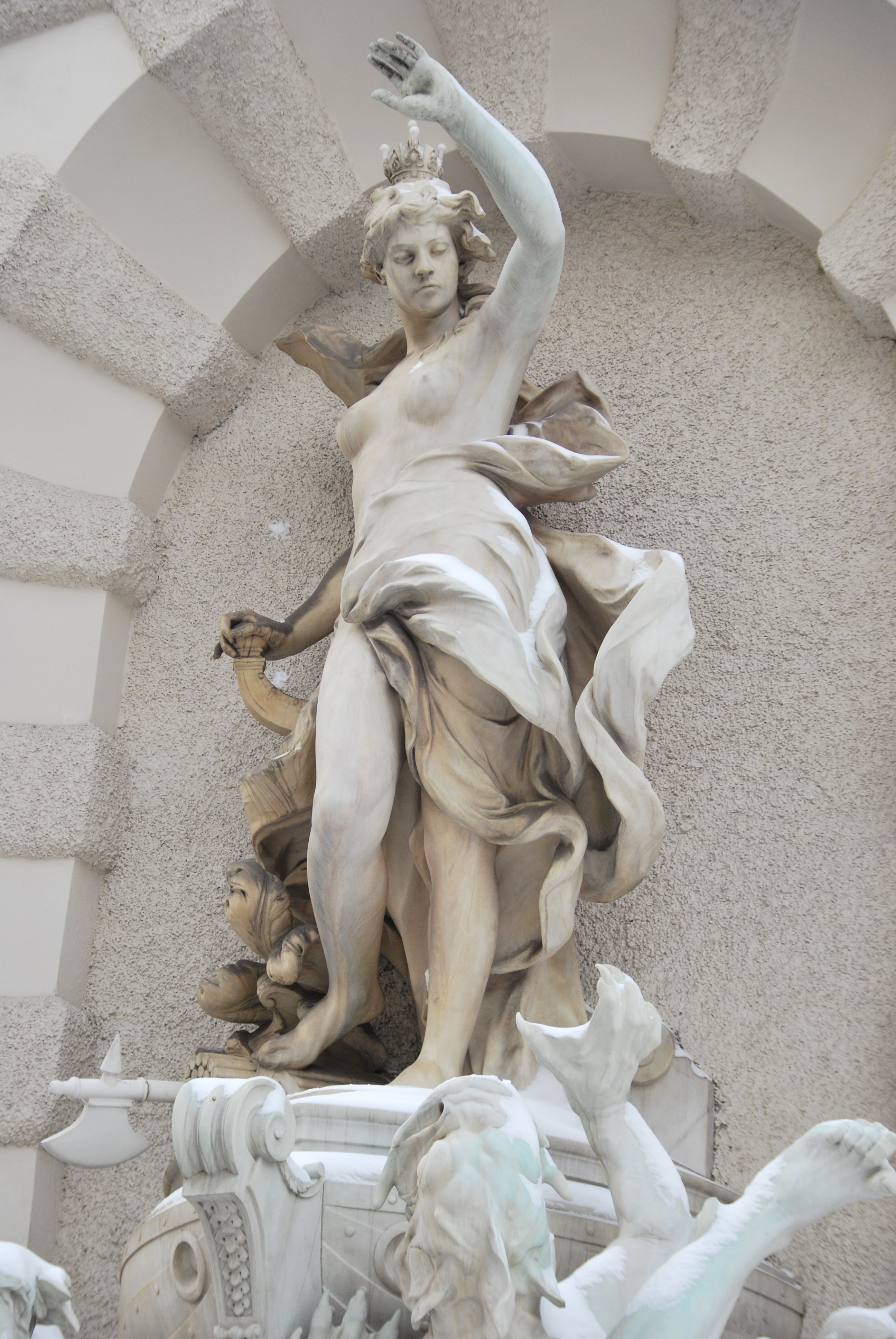
Allegorische Darstellung der Austria
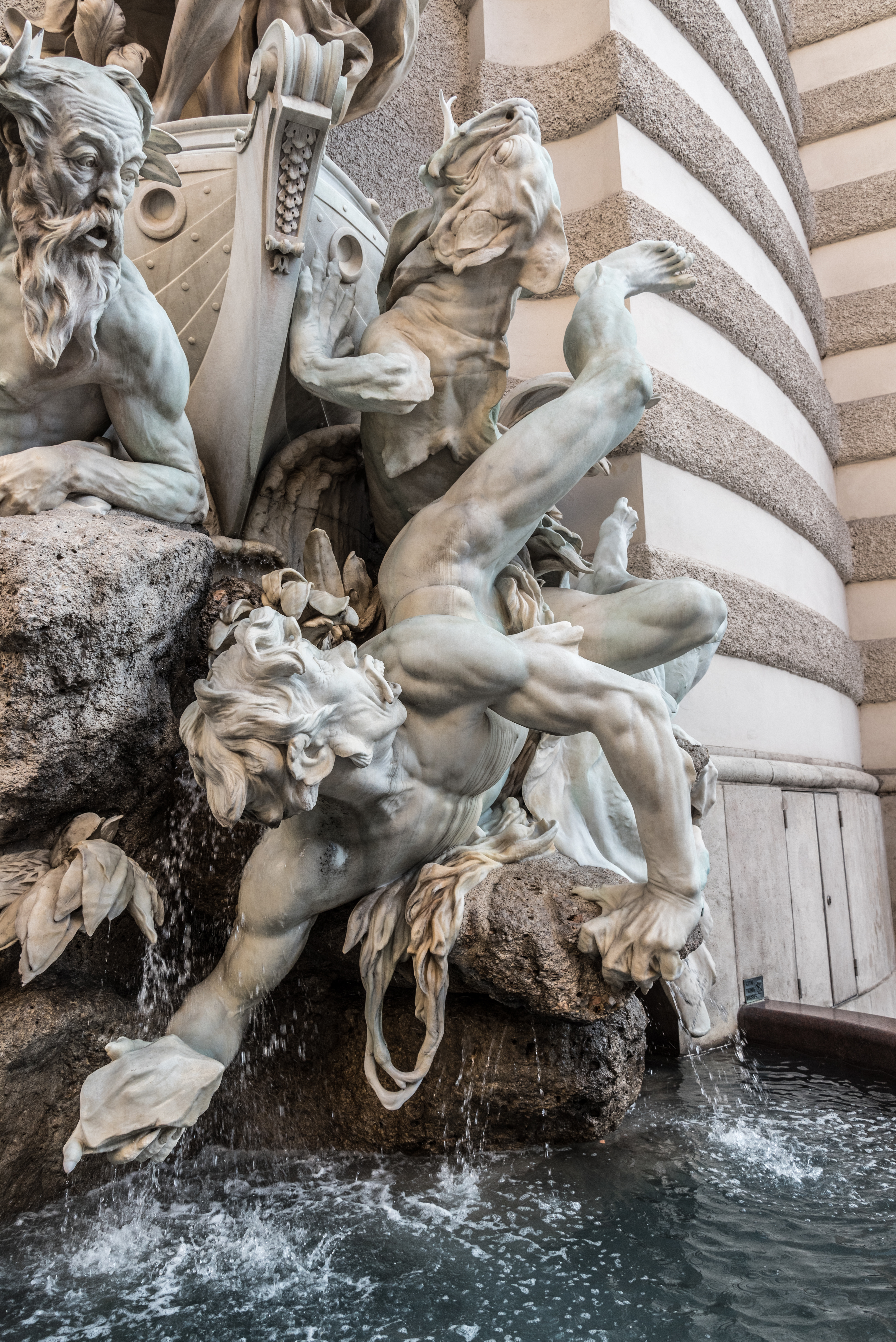
Neptun, gestürzter Gigant und Seeungeheuer
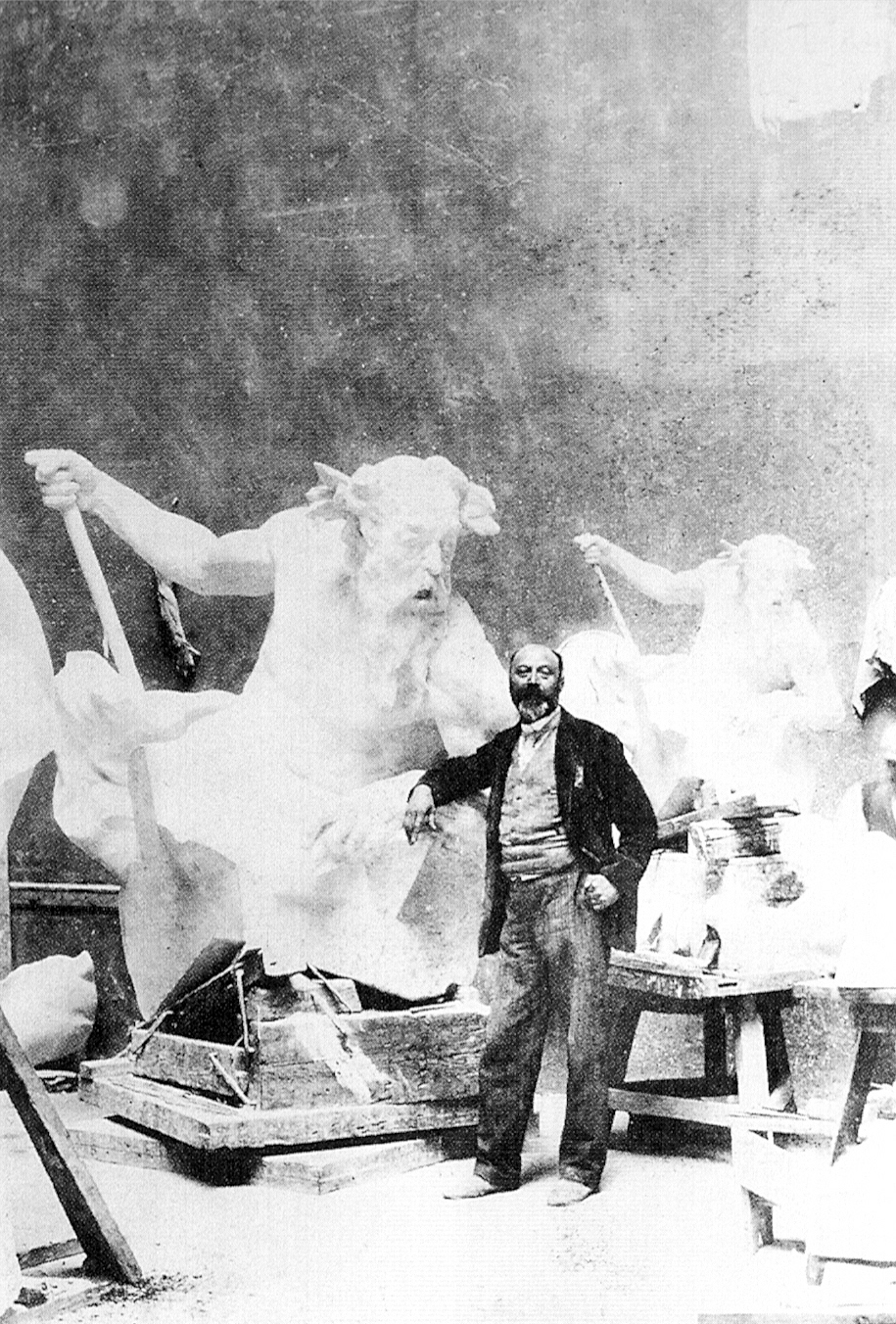
Rudolf Weyr vor dem Neptun 1894